# Đăk Ruồng
Đăk Ruồng là một xã thuộc huyện Kon Rẫy, tỉnh Kon Tum, Việt Nam.
Xã Đăk Ruồng có diện tích 142,2 km², dân số năm 2019 là 5.214 người, mật độ dân số đạt 37 người/km².